# 六乗数
算術演算および代数演算において、六乗数（ろくじょうすう、英語：sixth power）とは、ある数値 n の6乗となる数値。
すなわち
n6 = n × n × n × n × n × n.
六乗数は、五乗数に数値 n をかけたものであり、二重平方数に平方数をかけたもの、立方数に同じ立方数をかけたもの、および平方数を3乗したものである。

## 整数の六乗数
整数の六乗数を列記すると以下の通り。
0, 1, 64, 729, 4096, 15625, 46656, 117649, 262144, 531441, 1000000, 1771561, 2985984, 4826809, 7529536, 11390625, 16777216, 24137569, 34012224, 47045881, 64000000, 85766121, 113379904, 148035889, 191102976, 244140625, 308915776, 387420489, 481890304, ... （オンライン整数列大辞典の数列 A001014）
ここには、西洋の命数法において重要な十進法の数106（100万）、1006（1兆）、10006（100京）が含まれる。

## 平方と立方
整数の六乗数は、平方数と立方数の両方の特性を持つ数である。このように、図形数の2つの他のクラスに関連している。1つが平方数でも三角数でもある平方三角数であり、もう1つがキャノンボール問題の解であり、これは平方数でも四角錐数でもある。
平方数や立方数との関係により、六乗数は、次の形式で表される楕円曲線であるモーデル曲線の研究で重要な役割を果たす。
{\displaystyle y^{2}=x^{3}+k.}
{\displaystyle k} が六乗数で割り切れる場合、それで割ることでこの式を同じ形式でより単純な式にすることができる。Rudolf FueterとLouis J. Mordellにより証明された数論の有名の結果は、{\displaystyle k} が六乗数で割り切れない整数である場合（例外的ケースである{\displaystyle k=1} と {\displaystyle k=-432}は除く）、この方程式は{\displaystyle x} と {\displaystyle y} の両方が0でない合理的な解を持たないか、無限にあるかのどちらかであると述べている。
剰余の性質としては、元の数が7の倍数でない六乗数を7で割ると1余り、3の倍数でない数の六乗数は9で割ると1余る。
ロバート・レコードによる古い表記法では、六乗数は"zenzicube"と呼ばれ、これは立方数の平方を意味する。同様に、バースカラ2世により12世紀のインド数学で使われていた六乗数の表記も立方数の平方、もしくは平方数の立方と呼ばれていた。

## 総和
7つの六乗数の合計として表現できる六乗数の例は多くあるが、6つの六乗数の合計として表現可能な六乗数の例はまだ知られていない。これにより指数k = 1, 2, ... , 8の累乗の間で一意となり、その他はそれぞれk個のk乗数の和として表すことができる。さらにその一部は（オイラーの累乗の和の予想に反して）それより少ないk乗数の和で表すことができる。
ウェアリングの問題に関連して、十分大きい整数はすべて最大24個の整数の六乗数で表すことができる。
ディオファントス方程式には無限に多くの異なる非自明な解がある。
{\displaystyle a^{6}+b^{6}+c^{6}=d^{6}+e^{6}+f^{6}.}
方程式
{\displaystyle a^{6}+b^{6}=c^{6}+d^{6}}
が非自明な解を持つかどうかは証明されていない。しかし、ランダー・パーキン・セルフリッジ予想は持たないかもしれないことを含んでいる。